# 3-й отдельный разведывательный авиационный полк
3-й отдельный разведывательный авиационный полк — воинское подразделение вооружённых СССР в Великой Отечественной войне.

## Наименования полка
- 38-я отдельная разведывательная авиационная эскадрилья (38 ораэ)
- 3-й отдельный разведывательный авиационный полк (3 орап)
- 1-я отдельная дальняя разведывательная авиационная эскадрилья (1 одраэ)
- 10-й отдельный Краснознаменный Московско-Кенигсбергский ордена Суворова III степени разведывательный авиационный полк (10 орап)

## История полка
Полк сформирован 13 января 1942 года из 38-й отдельной разведывательной эскадрильи. Входил в состав ВВС Западного фронта. Имел на вооружении самолеты Пе-2, Пе-3, ЛаГГ-3. 28 мая 1942 года после понесенных полком чувствительных потерь был переформирован в 1-ю дальнюю разведывательную эскадрилью.